# Ants in the Pantry
Ants in the Pantry é um curta-metragem estadunidense de 1936 do gênero "Comédia" dirigido por  Preston Black. É o décimo-segundo de um total de 190 filmes da série com os Três Patetas produzida pela Columbia Pictures entre 1934 e 1959.

## Enredo
Os Três Patetas trabalham como exterminadores de pragas e estão prestes a serem demitidos. Seu patrão exige que arrumem novos clientes, mesmo que para isso tenham que eles mesmos infestarem as casa com as pragas que são contratados para exterminarem: ratos, traças e formigas.
O trio escolhe uma mansão de classe alta e entra pela janela para espalhar os animais que trouxeram. A dona da casa está com convidados para um jantar sofisticado e é alertada pelos criados da indesejável "invasão" das pragas. Nesse momento seu mordomo lhe fala sobre a chegada do trio de exterminadores oferecendo seus serviços. A madame contrata os Patetas mas quer que eles ajam sem serem notados e os apresenta aos outros como novos convidados, após os fazer trocarem de roupas.
As costumeiras trapalhadas se seguem e durante um recital do "Danúbio Azul" de Johann Strauss II, os acordes do piano são acompanhados por um coro de gatos que estavam atrás dos ratos. Na cena final, ocorre uma tradicional "caça à raposa", com Curly confundindo o animal com um gambá.

## Produção
Foi filmado de 11 a 14 de dezembro de 1935.
Moe Howard relatou que, de fato, durante as filmagens, formigas entraram em suas roupas, conforme o título original em inglês sugere (a tradução do título é "Formigas na Copa", trocadilho em inglês para "Formigas nas calças"):
| “ | Existe uma cena em que contamos dos problemas em arrumar novos clientes e nosso patrão sugere que "se eles não tem insetos, deveríamos lhes dar alguns". Nós então fomos a uma casa e pusemos traças num casaco de pele, ratos no chão e formigas na cozinha. Durante a filmagem, eu não percebi que um pequeno pote com formigas de cabeça vermelha que carregava nos bolsos se quebrou e aqueles pequenos diabinhos se espalharam pelas minhas costas, cabelos e entraram dentro das minhas calças. Isso foi uma loucura. Enquanto eu me coçava, contorcia e esbofeteava meu pescoço e rosto, o diretor Jack White (Preston Black) dizia: "Isso mesmo, Moe. Continue se contorcendo! Está muito engraçado"—para todos, menos para mim. | ” |

## Refilmagem
Foi refilmado em 1951 com o título de Pest Man Wins.